# Vadim Xerxenévitx
Vadím Gabriélevitx Xerxenévitx rus: Вади́м Габриэ́левич Шершене́вич (5 de febrer [C.J. 24 de gener] de 1893 Kazan, Imperi Rus - 18 de maig de 1942, Barnaül, Unió Soviètica) fou un poeta i traductor rus, un dels fundadors i principals teòrics de l'imaginisme.

## Biografia i carrera

### Primers anys
Xerxenévitx va néixer a Kazan, llavors Imperi Rus, el 25 de gener de 1893. Era el fill del professor de Dret Gabriel Féliksovitx Xerxenévitx, un nacional polonès i un diputat de la primera Duma Estatal del Partit Constitucional Democràtic Rus i l'autor del seu programa electoral. La mare de Xerxenévitx, Ievguénia Livovna Mandelstam (Lvova), era cantant d'òpera. Als nou anys va ingressar a l'escola secundària. Després de traslladar-se amb els seus pares a Moscou el 1907, va estudiar a l'escola secundària privada de L.I. Polivanov. Els primers graduats de Polivanov de l'escola van incloure Valeri Briússov, Andrei Beli i Serguei Soloviov. Després de l'escola secundària, va començar estudis en el departament de filologia de la Universitat de Múnic. Els seus estudis van continuar a la Universitat de Moscou, primer en el departament de dret, després al de matemàtiques, on va obtenir el títol.
Xerxenévitx va començar a escriure poesia mentre encara era a l'escola secundària i va publicar el seu primer llibre als divuit anys, titulat "Desglaç de primavera", rus: Весенние проталинки Vessennie protalinki. Aquest treball va ser fortament influït per obres de Konstantín Bàlmont. El seu segon llibre, Carmina reflecita el seu entusiasme per Aleksandr Blok. Va ser elogiat per Nikolai Gumiliov: "El llibre de Vadim Xerxenévitx m'ha fet una excel·lent impressió: el vers ben polit (les rareses rugoses gairebé no es mostren), l'estil sense pretensions, però ajustat, les construccions interessants; [llegint] els seus versos". En el mateix any, Xerxenévitx va passar del simbolisme al futurisme. Juntament amb Graal Arelski, Lev Zak, Riúrik Ívnev et al. va crear el grup dels egofuturistes.
Xerxenévitx va editar almanacs produïts per l'editorial Peterburgski Glaixatai i va ajudar a preparar almanacs de l'editorial moscovita Mezzanine de Poesia, que pràcticament dirigia. Abans de finals de 1913 va publicar dos llibres de poemes addicionals. Es va convertir en el teòric i propagandista del futurisme a Rússia: es va trobar amb F.T. Marinetti a Moscou el 1914 i va traduir els seus llibres i va publicar col·leccions dels seus propis articles.
La seva  Declaració sobre el teatre futurista  (1914) afirmava que les obres i la direcció teatral del dia suprimien l'actor: "L'acció ha de dominar el teatre, no la paraula".
A l'edat de 21 anys, Xerxenévitx va començar a desenvolupar la teoria de l'imaginisme. Va ser citat dient: "l'habilitat ha de ser contemporània, en cas contrari no tocarà". El seu següent llibre de poesia, Автомобилья поступь ("Avanç automobilístic") expressava aquesta opinió. Va ser el seva obra més significativa durant el període prerevolucionari.
El 1915 es va oferir a la unitat de transport d'automòbils de l'exèrcit rus i va ser enviat per lluitar breument en la Primera Guerra Mundial.

### Després de la Revolució
Després de la Revolució Russa de 1917, Xerxenévitx va donar conferències sobre poesia a la Proletkult, a la divisió del Narkompros, que va ser l'encarregada de publicar un diccionari multivolum d'artistes. Juntament amb Vladímir Maiakovski, va escriure textos per als cartells de ROSTA. Amb V. Kamienski i Riúrik Ívnev va participar en la creació de la Unió de poetes de totes les Rússies, i a partir de maig de 1919 va ser president del grup durant més d'un any.
El 1918 Xerxenévitx es va aproximar a Serguei Iessenin i Anatoli Marienhof. Va fundar l'"orde dels imaginistes" i es va convertir en el teòric de l'imaginisme. En aquest moment, 1918-20, els seus llibres de poesia exemplifiquen el període imaginista.
Durant els anys subsegüents va publicar el llibre de poemes "Cooperatives de diversió" rus: Кооперативы веселья Kooperativi vessélia (1921), l'obra "Una completa absurditat" rus: Одна сплошная нелепость Odnà splóixnaia nelépost (1922) i el llibre sobre l'art dels seus camarades Marienhof, Ívnev, Kussikov i Iessenin "Aquells a qui Xerxenévitx dona la mà" rus: Шершеневич жмет руку кому Xerxenévitx jmet ruku komu (1921). De 1919 a 1925 va participar en nou antologies, incloent "Foneria de paraules" rus: Плавильня слов Plavílnia slov (1920) amb Iessenin i Marienhof.

### Darrers anys
El 1926 Xerxenévitx va publicar la seva pròpia col·lecció "Així, el resultat" rus: Итак итог Itak itog, el seu últim llibre poètic. En ell va trencar amb la poètica imaginària. Va resumir l'imaginari amb aquestes paraules: "L'imaginisme ha mort ... La poesia s'ha convertit en polèmica... El lirisme s'ha tret de la poesia i la poesia sense el lirisme és tan bona com un cavall de carreres sense una cama. Així, el fracàs de l'imaginisme és comprensible, ja que sempre insistia en la poetització de la poesia".
Per aquell temps Xerxenévitx havia traslladat el seu interès al teatre. Les seves obres es van representar als teatres de Moscou. Va traduir obres de teatre de Sòfocles, Shakespeare, Bertolt Brecht i Les flors del mal de Charles Baudelaire. Va reescriure els llibrets de diverses operetes i és acreditat com a guionista de tres pel·lícules. També va treballar com a director als teatres de Moscou i fora d'ell.
Durant la primera part de la Segona Guerra Mundial, Xerxenévitx, malalt de tuberculosi, va ser evacuat amb el Teatre de cambra de Moscou a Barnaül, on va morir el 18 de maig de 1942.